# Чако (рід)
Ча́ко (Saltatricula) — рід горобцеподібних птахів родини саякових (Thraupidae). Представники цього роду мешкають в Південній Америці.

## Таксономія і систематика
Рід Saltatricula традиційно вважався монотиповим і включав лише вид Saltatricula multicolor. За результатами низки молекулярно-філогенетичного досліджень цей рід був переведений з родини вівсянкових (Emberizidae) до родини саякових (Thraupidae). Також за результатами молекулярно-генетичного дослідження до роду Saltatricula був переведений вид Saltatricula atricollis, якого раніше відносили до роду Зернолуск (Saltator)..

## Види
Виділяють три види:
- Чако (Saltatricula multicolor)
- Зернолуск чорногорлий (Saltatricula atricollis)

## Етимологія
Наукова назва роду Saltatricula походить від наукової назви роду Зернолуск (Saltator Vieillot, 1816) та зменшувательного суффіксу.